# Żyrardów
Żyrardów járási város Lengyelországban, az ország középső részén, a mazóviai vajdaságban, a Pisia partján, 45 km Varsótól és 90 km Łódźtól. A városnak 41 110 lakosa 2008. december 31-én volt. 

## Műemlékek és látnivalók
- Mária-templom (1900-1903)
- Towarzystwo Akcyjne Zakładów Żyrardowskich gyára - Európa legnagyobb lengyára, 1833-tól 1998-ig működött.
- Dittrich Károly palotája (1896-1897)
- Marcellin Lajos villája (1867-1871)
- Gyártelep (1867-1915)
- Haupt villája (1890, épített svájci stílusban)
- Városliget (XIX század)
- Evangélikus templom, épült 1897-ben Lessner tervének alapján
- Evangélikus kápolna
- Víztorony (1922)
- Pályaudvar (1920)

## Testvérvárosok
- Hajdúszoboszló
- Lourmarin, Franciaország
- Le Creusot, Franciaország
- Siero, Spanyolország